# Mariahoeve (Leende)
Mariahoeve (deutsch Marienhof) ist ein Landgut zwischen Leende und Maarheeze in den Niederlanden und erstreckt sich über ungefähr 250 Hektar.

## Geschichte

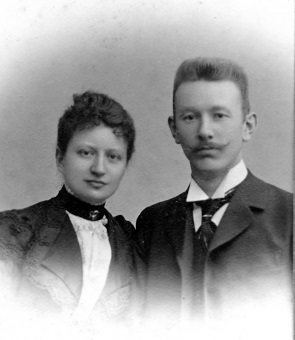
Maria Terkatz und Josef Laimböck: Der Hof ist nach Maria benannt.

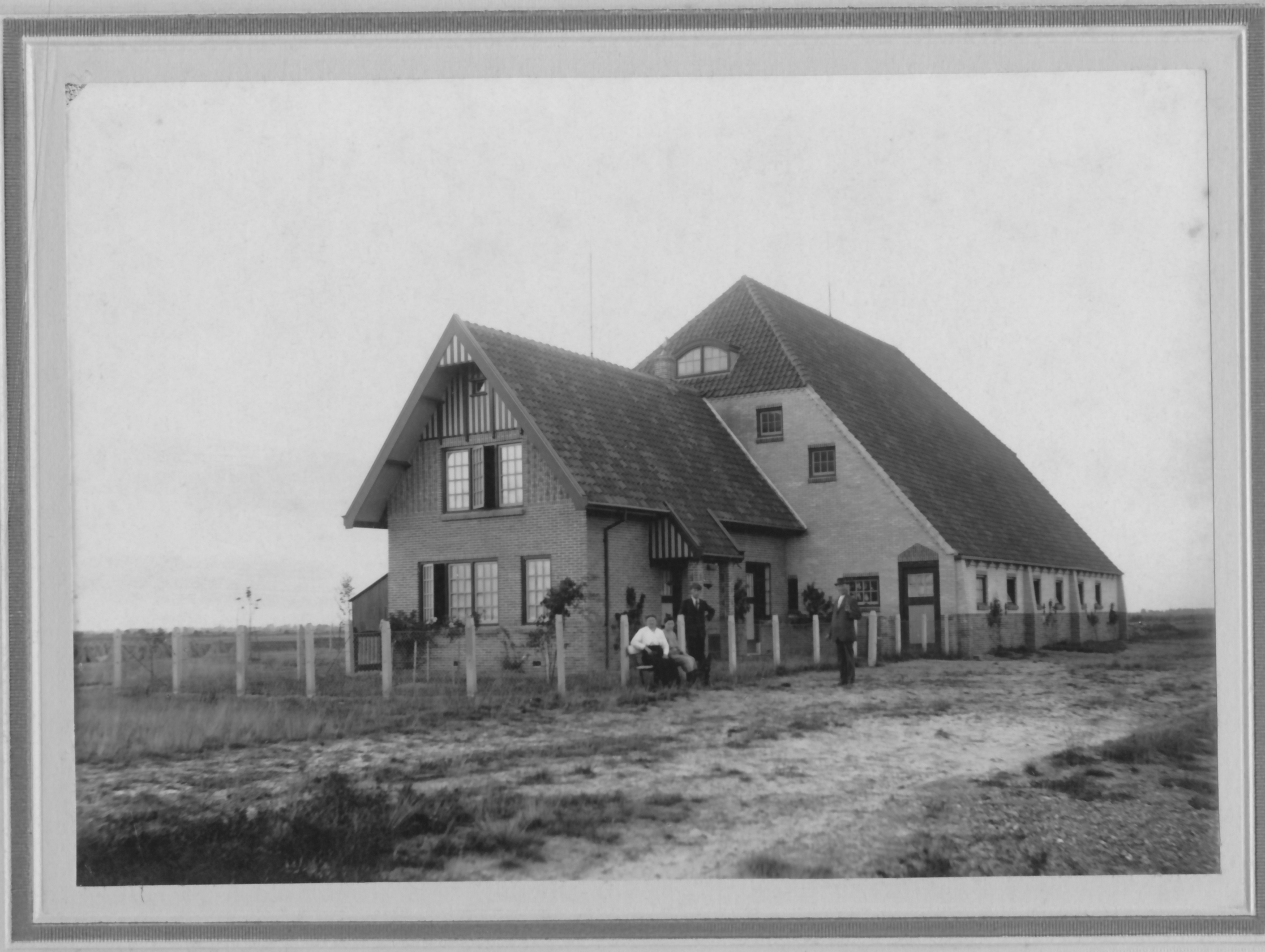
Ca. 1921: Mariahoeve mit v. l. n. r.: Maria, Sohn Robert, Sohn Franz und Josef

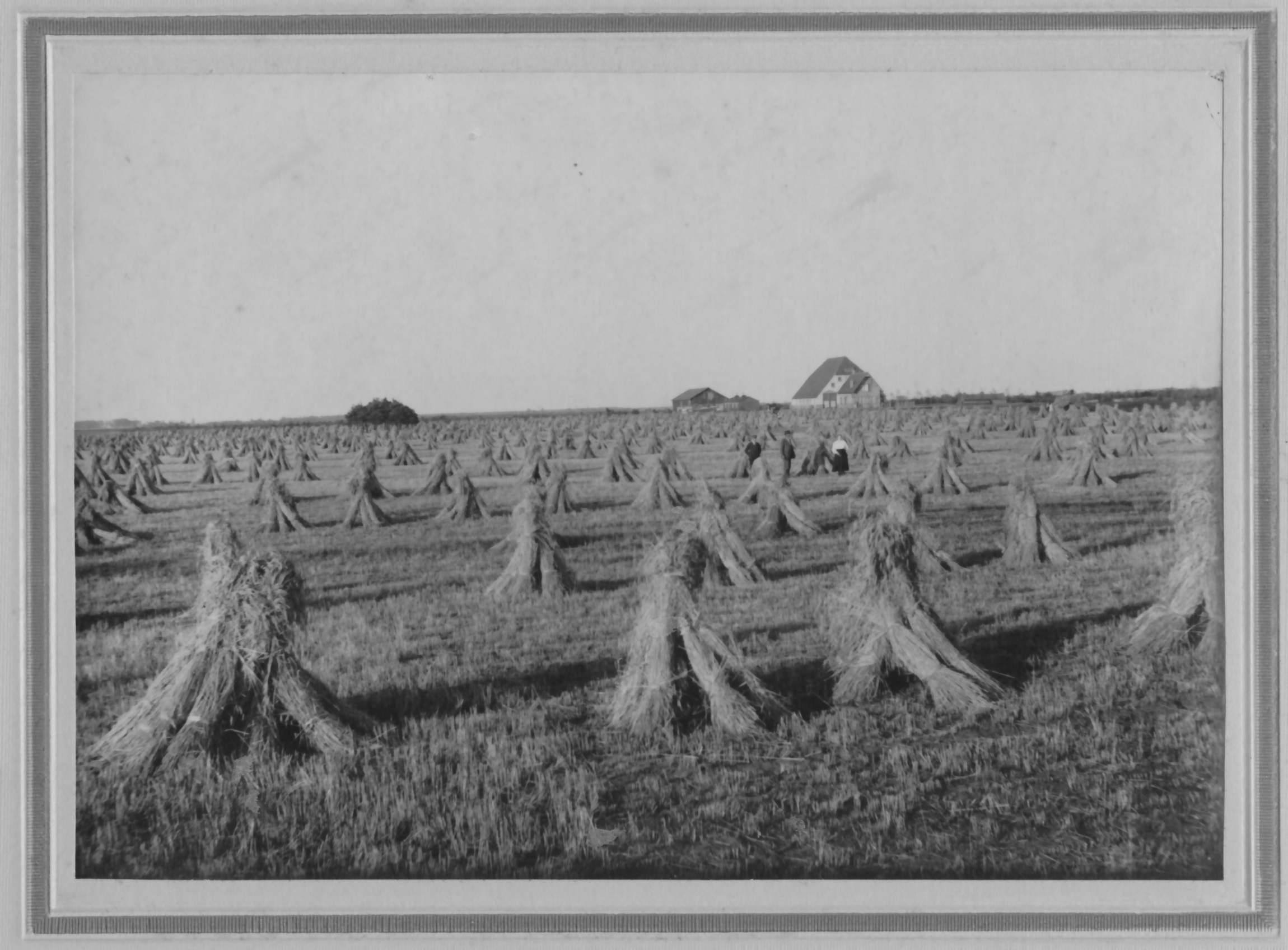
Ca. 1921: Felder des landguts mit dem Mariahoeve im Hintergrund

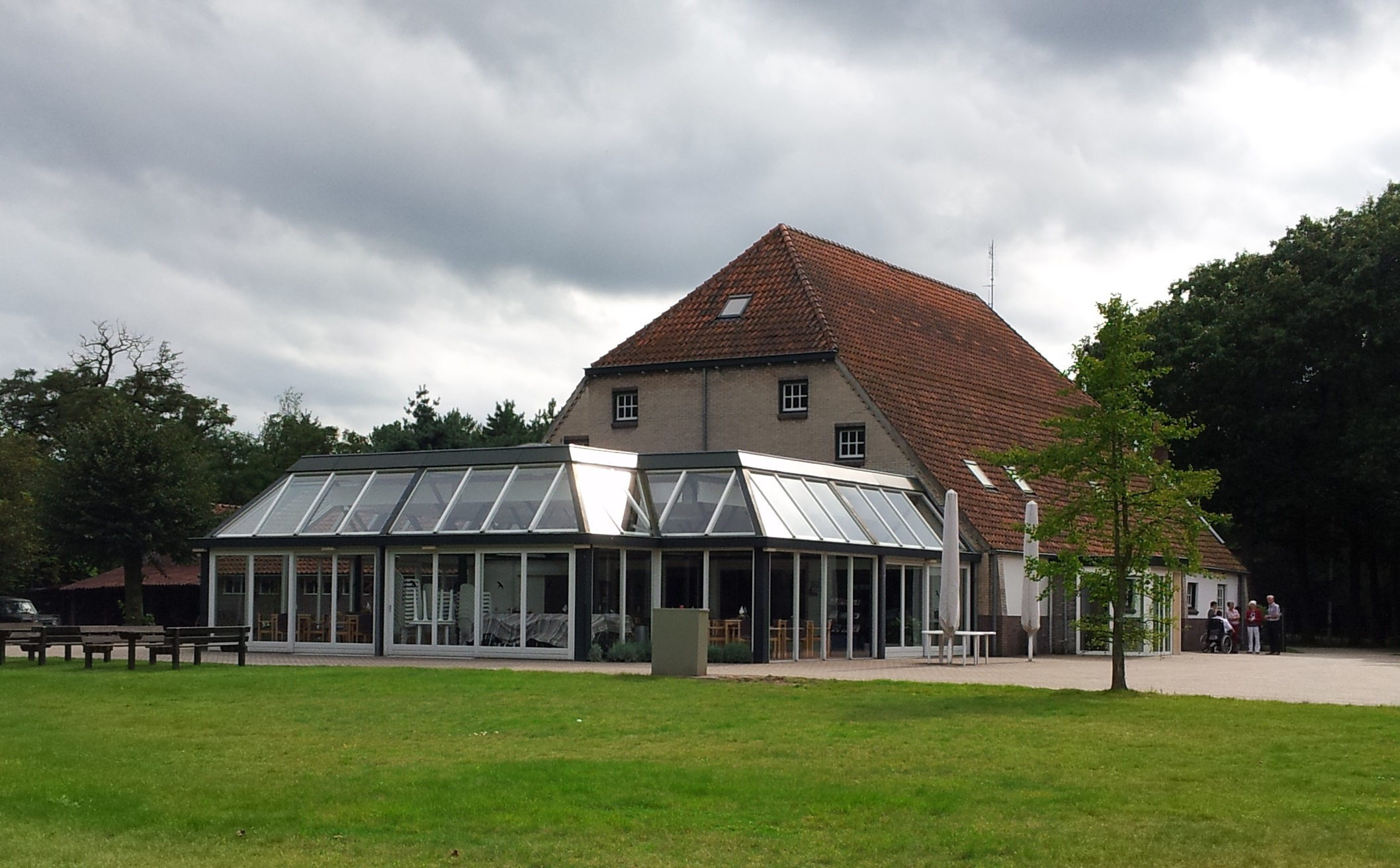
Ausbau der Hinterseite des Mariahoeves zwecks eines Tageserholungsheims

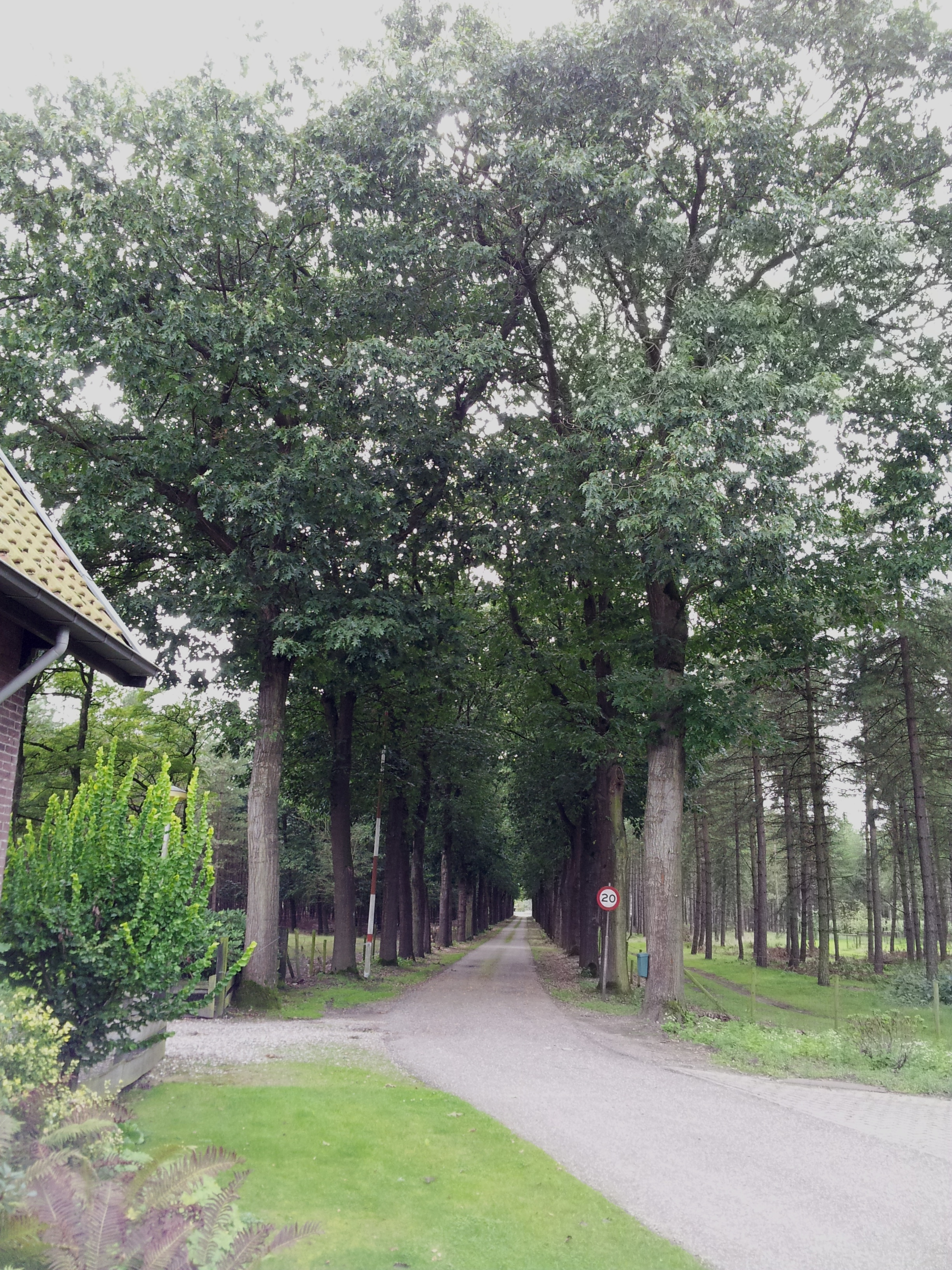
Amerikanische Eichen an den beiden Seiten der langen Auffahrtsallee

Die Zevenhuizense Heide, ursprünglich ein Heide- und Steifsandgebiet mit einigen Moorseen, wurde während des Ersten Weltkriegs von dem Amsterdamer Kaufmann Josef Laimböck angekauft. Laimböck war ein Handschuhhändler aus Stumm im Zillertal (Tirol, Österreich). Er machte sein Vermögen mit Lederwarengeschäften in Amsterdam, Rotterdam, Den Haag, Haarlem und Utrecht. Am 30. September 1918 erhielt er eine Baugenehmigung für einen Hof auf dem 225 Hektar großen Landgut. Der Marienhof wurde als Förder-Bauernhof gebaut und wurde nach Josefs Frau Maria Terkatz aus Elberfeld (dem heutigen Wuppertal) benannt. Laut dem Einwohnermelderegister von Leende lebten Josef, Maria, ihr Sohn Franz und die Dienstbotin Anna Baudoin von Anfang 1921 bis Mitte 1922 auf Mariahoeve. Joseph Laimböcks Sohn Franz half seinem Vater beim Anpflanzen von amerikanischen Eichen an beiden Seiten der langen Auffahrtsallee. Auf dem mageren Boden wurde der gemischte Agrarbetrieb angewandt und Roggen, Hafer und Kartoffeln angebaut. Der Bauernhof erwies sich in den 30er Jahren des 20. Jahrhunderts als nicht mehr rentabel. Ein wesentlicher Grund war, dass in dieser Zeit billiges Getreide aus den Vereinigten Staaten auf den europäischen Markt kam. Das Areal wurde 1938 als Anlageobjekt von der Noord-Hollandsche levensverzekeringsmaatschappij in Alkmaar (auch bekannt als Hooge Huys Levensverzekeringen van 1891 N.V.) für 65.000 Gulden erworben, die dort Nadelhölzer pflanzte und es als Jagdgebiet verpachtete. So entstand das heutige Gebiet, in dem einige Parzellen noch an die frühere Landbauaktivität erinnern.
Später entstanden auch einige größere Tümpel, weil Sand für den Bau der N2-Straße abgegraben wurde.
Im Jahr 1976 wurde auf einem Teil des Areals der Golfplatz des Leender Golfclubs Haviksoord eröffnet. Der übrige Teil kam 1989 in die Hände von Anna Gertrude Hofstee (1914–2003) als eine hochrichterlich eingetragene Stiftung (Stichting Buur-Hofstee/Mariahoeve). Anna Gertrude war die Enkelin des Gründers der Noord-Hollandsche levensverzekeringsmaatschappij, Jan Hofstee. Sie war mit Nico Buur (1914–1988) verheiratet, der Sekretär der genannten Versicherungsgesellschaft war, und sie war eng beteiligt an seiner Arbeit bei der Nationale Vereniging de Zonnebloem, eine Vereinigung, die sich für Behinderte einsetzte.
Das Landgut ist durch die lokale Abteilung von De Zonnebloem für Menschen mit einem körperlichen Handicap geöffnet, die Erholung bedürfen. Ein für Rollstuhlfahrer geeigneter, asphaltierter Spazierweg führt durch das Landgut, das für die Öffentlichkeit nicht zugänglich ist.
Die Versicherungsgesellschaft wurde 1984 von NV Bouwfonds Nederlandse Gemeenten übernommen und wurde 1996 Teil von Reaal.

## Natur
Der größte Teil des Landguts besteht aus trockenem Nadelwald, durch den Alleen führen, die mit amerikanischen Roteichen bepflanzt sind. Darüber hinaus gibt es Weiden, Wildacker, Heidereste und Moorseen. Das Nadelholz, vorwiegend Schwarzkiefer, Waldkiefer und Fichte, wurde anfänglich als Grubenholz genutzt und wird gegenwärtig als Material für die Herstellung von Platten geschlagen. In diesem Gebiet leben Rothirsche, Damhirsche und Rehe. Dort ist auch ein Fledermauskeller, worin unter anderem das Braune Langohr haust. Zur Insektenwelt gehören die Blauflügelige Ödlandschrecke, die Feldgrille und der Kleine Perlmuttfalter. Bei den natürlichen Moorseen, die gegenwärtig renaturiert werden, findet man Uferkraut und gestielte Duckweed resp. Glaswasserlinsen. In und bei den Moorseen leben Bergmolch, Kleine Binsenjungfer und Kleine Moosjungfer. Die Moorseen sind auch reich an Wasservögeln.